# Trolljegeren
Trolljegeren (En España Trollhunter, an Latinoamérica Trol: la verdad detrás de la leyenda) es una película de terror noruega en formato de falso documental estrenada en 2010. Está escrita y dirigida por André Øvredal y aparece un elenco mixto de actores no conocidos.

## Sinopsis
Es un falso documental noruego que narra la historia de un grupo de estudiantes que investigan la misteriosa muerte de osos y descubren una conspiración del gobierno para silenciar la existencia de troles gigantes que viven en Noruega. Los troles son especialmente susceptibles a la presencia de humanos, a quienes atacan sin contemplación. Lo que nos propone el film es que el gobierno noruego ha estado ocultando el hecho de que existe una población secreta de troles viviendo en una reserva en el macizo montañoso Jotunheim, manteniéndolos seguros y alejando la atención pública del lugar y la posibilidad de que se desate el pánico masivo si la gente se entera de que estas criaturas son reales.

## Producción
La filmación tuvo lugar en los bosques y montañas de Noruega.
escrita y dirigida por André Øvredal.
En 2018 se presentó una nueva película sobre el tema, Gräns (Border), un drama fantástico que ganó el premio “Un certain regard” al mejor director, en el Festival de Cine de Cannes de 2018 y estuvo nominada al Óscar 2019 al mejor maquillaje y peluquería. Dirigida por el danés de origen iraní Allí Abbasi, se trata de una coproducción entre Suecia y Dinamarca.